# Wasserverband Obere Lippe
Der Wasserverband Obere Lippe ist zuständig für den Hochwasserschutz und die Gewässerunterhaltung im Bereich der oberen Lippe. Er wurde aufgrund der Heinrichsflut, die im Juli 1965 schwere Überschwemmungen verursachte, gegründet.

## Heinrichsflut von 1965 und ihre Folgen
Am 16. und 17. Juli 1965 fielen im oberen Lippegebiet, wie in ganz Ostwestfalen, Nordhessen und Südniedersachsen, bis dahin nicht gemessene Niederschlagsmengen und verursachten das Katastrophenhochwasser. Der Niederschlag beträgt hier im Monat Juli etwa 90 bis 100 mm. An den beiden Tagen fielen jedoch auf der Paderborner Hochfläche um 130 mm, an zwei Tagen also mehr als das langjährige Monatsmittel. In den Tagen zuvor hatte es bereits so viel geregnet, dass die Aufnahmefähigkeit des Bodens erschöpft war. Der Regen vom 16. und 17. Juli 1965 floss daher weitgehend oberirdisch ab.
Neben den verheerenden Schäden an privaten und öffentlichen Anlagen, die 1965 zu 71 Mio. DM festgestellt wurden, waren 11 Tote zu beklagen.
Schon kurze Zeit nach der Katastrophe setzten Überlegungen ein, wie künftig ähnlichen Ereignissen begegnet werden könne. So setzte sich sehr bald die Erkenntnis durch, dass das Wasser zurückgehalten werden müsse. Die Freihaltung der Überschwemmungsgebiete – der Flussauen – musste vorrangig werden. Darüber hinaus wurde die Notwendigkeit der Schaffung künstlicher Rückhalteräume als notwendig erkannt.
Vom Land Nordrhein-Westfalen wurde gemeinsam mit den Regierungspräsidenten in Arnsberg und Detmold, der Wasserwirtschaft und den drei beteiligten Kreisen Büren, Lippstadt und Paderborn ein Hochwasserschutz-Konzept entworfen.  Neben Gewässerausbauten an neuralgischen Punkten wurde vornehmlich den Bau von Hochwasserrückhaltebecken vorgesehen.
Nachdem die Finanzierung des Vorhabens geklärt war, beschlossen die Kreistage der beteiligten Kreise dann einstimmig, der vom Regierungspräsidenten in Detmold entworfenen Satzung zuzustimmen und dem Wasserverband beizutreten.

## Verbandsgründung
Der Regierungspräsident lud am 20. Januar 1971 zur Gründungsversammlung und setzte die Satzung des „Wasserverbandes für das obere Lippegebiet“ am 1. Februar 1971 in Kraft. Mitglieder des neu gegründeten Verbandes waren mit einer Beteiligung von 50 % der Kreis Büren, 25 %  der Kreis Paderborn und 25 % der Kreis Lippstadt.
Nach der kommunalen Neugliederung wurde mit der Sitzung vom Februar 1975 der Verband neukonstituiert. Mitglieder sind seit diesem Zeitpunkt der Kreis Paderborn mit einer Beteiligung  von 75 % und der Kreis Soest mit 25 %.

## Aufgaben des Verbandes heute
Aufgabe des Verbandes sind der Hochwasserschutz und die Gewässerunterhaltung, die sich mit den Novellierungen des Landeswassergesetzes mehr und mehr zum Gewässerschutz entwickeln. Eine Kernaufgabe ist die Umsetzung der EU-Wasserrahmenrichtlinie. Hiernach sind die Gewässer in einen ökologischen, guten Zustand zu versetzen. Die Umsetzung dieser Vorgaben ist eine wesentliche Aufgabe des Wasserverbandes in seinem Einzugsgebiet. Im Bereich des technischen Hochwasserschutzes ist der Umbau der Talleseen als Hochwasserspeicher im Nebenschluss (2012–2014) zu sehen. Fast 500.000 m³ Rückhaltevolumen werden hier aktiviert. Der Wasserverband Obere Lippe bietet auch Exkursionen zur Besichtigung von aktuellen Baumaßnahmen an.
Der Verband mit Sitz in Büren pflegt zurzeit ca. 488 km Verbandsgewässer, die zum Teil von überregionaler Bedeutung sind. Seit dem 1. Januar 1994 betreibt der Wasserverband zusätzlich zu seinen Hochwasserrückhaltebecken die Hochwasserrückhaltebecken des Kreises Soest, die außerhalb des Verbandsgebietes liegen.
2014 hinzugekommen sind die Hochwasserrückhaltebecken Brauereizufahrt und Widey oberhalb des Stadtgebietes von Warstein.
Diese HRB befinden sich im Eigentum des Kreises Soest und werden vom WOL betrieben.
Um die Regulierung und Reinhaltung von Wasser im unteren Einzugsgebiet der Lippe kümmert sich der Lippeverband in Essen.

## Hochwasserrückhaltebecken des Verbandes
In der folgenden Tabelle sind die Hochwasserrückhaltebecken des Wasserverband Obere Lippe zusammengefasst.
| Nr. | Hochwasserrückhaltebecken            | Bauzeit   | Einzugsgebiet [km²] | Stauinhalt bei normal Stau [hm³] | spezifischer Stauinhalt [m³/km²] | Staufläche [ha] | höchstes Stauziel über Sohle [m] |
| --- | ------------------------------------ | --------- | ------------------- | -------------------------------- | -------------------------------- | --------------- | -------------------------------- |
| 1   | Krumme Grund I & II                  | 1972–1974 | 17,00               | 0,70                             | 43,750                           | 16,00           | 15,00 / 5,50                     |
| 2   | Ebbinghausen/Sauer                   | 1974–1976 | 110                 | 1,94                             | 17,636                           | 41,50           | 12,40                            |
| 3   | Keddinghausen/Afte                   | 1974–1976 | 156                 | 1,74                             | 11,090                           | 43,00           | 10,20                            |
| 4   | Pöppelsche                           | 1975–1977 | 42,00               | 1,30                             | 30,952                           | 20,80           | 15,50                            |
| 5   | Eringerfeld/Westernschledde          | 1977–1978 | 25,00               | 1,06                             | 42,400                           | 17,90           | 16,00                            |
| 6   | Borchen/Ellerbach                    | 1978–1980 | 87,00               | 1,94                             | 22,299                           | 31,40           | 17,10                            |
| 7   | Sudheim/Sauer                        | 1978–1980 | 33,00               | 2,51                             | 76,060                           | 72,00           | 11,15                            |
| 8   | Husen-Dalheim/Altenau                | 1982–1984 | 55,00               | 3,55                             | 64,545                           | 50,00           | 18,70                            |
| 9   | Padersee                             | 1982–1984 | 60,00               | 0,08                             | 1,333                            | 8,32            | 2,34                             |
| 10  | Steinhorst                           | 1968–1970 | 99,00               | 1,51                             | 15,252                           | 145,90          | 2,30                             |
| 11  | Gollentaler Grund                    | 1994–1996 | 63,10               | 1,26                             | 19,968                           | 33,05           | 12,44                            |
| 12  | Benhausen                            | 2006–2008 | 9,846               | 0,385                            | 39,102                           | 11,0085         | 13,5                             |
| 13  | Lippesee                             | 1979–1986 | 936,93              | 0,516                            |                                  | 86,00           |                                  |
| 14  | Georg Marshall Ring (HRB 1)          | 1999–2000 | 6,48                |                                  |                                  | 4,60            |                                  |
| 15  | Detmolder Straße (HRB 100) – Becken1 | 2006      | 18,6                |                                  |                                  | 1,75            |                                  |
| 16  | Detmolder Straße (HRB 100) – Becken2 | 2006      | 18,6                |                                  |                                  | 1,47            |                                  |
| 17  | Benhauser Straße (HRB 203)           | 1989      | 16,0                |                                  |                                  | 1,6             |                                  |

### Hochwasserrückhaltebecken betrieben für den Kreis Soest
In der nachfolgenden Tabelle sind die Hochwasserrückhaltebecken des Kreis Soest zusammengefasst die außerhalb des Verbandsgebiets liegen und seit dem 1. Januar 1994 vom Wasserverband Obere Lippe betrieben werden.
| Nr. | Hochwasserrückhaltebecken | Bauzeit | Einzugsgebiet [km²] | Stauinhalt bei normal Stau [hm³] | spezifischer Stauinhalt [m³/km²] | Staufläche [ha] | höchstes Stauziel über Sohle [m] |
| --- | ------------------------- | ------- | ------------------- | -------------------------------- | -------------------------------- | --------------- | -------------------------------- |
| 1   | Aakgraben                 | 1992    | 8,66                | 0,19                             | 21,940                           | 9,24            | 7,53                             |
| 2   | Büderich                  | 1987    | 6,10                | 0,45                             | 73,770                           | 12,40           | 14,00                            |
| 3   | Höhbergtal                | 1984    | 7,05                | 0,54                             | 76,596                           | 10,05           | 17,77                            |
| 4   | Meiningsen                | 1988    | 4,40                | 0,28                             | 63,636                           | 8,40            | 13,15                            |
| 5   | AK Werl                   | 1984    | 2,80                | 0,22                             | 78,571                           | 6,90            | 11,80                            |
| 6   | Walbkebach                | 1988    | 23,00               | 0,02                             | 6,667                            | 1,31            | 6,45                             |

## Verbandsgewässer

### Verbandsgewässer im Kreis Paderborn
| Nr. | Name                     | Länge [km] | davon im Kreis Soest [km] | DGKZ    |
| --- | ------------------------ | ---------- | ------------------------- | ------- |
| 1   | Aabach                   | 5,540      |                           | 278244  |
| 2   | Abelbach                 | 0,900      |                           |         |
| 3   | Afte                     | 13,750     |                           | 27824   |
| 4   | Ahdener Grund            | 1,800      |                           |         |
| 5   | Alme                     | 53,500     |                           | 2782    |
| 6   | Altenau                  | 23,370     |                           | 27828   |
| 7   | Asseler Bach             | 0,800      |                           |         |
| 8   | Beke                     | 16,700     |                           | 27816   |
| 9   | Dahlbach                 | 1,800      |                           |         |
| 10  | Dahlgosse                | 3,830      |                           |         |
| 11  | Delbrück-Cappeler-Graben | 6,220      | 4,775                     |         |
| 12  | Durbeke                  | 8,700      |                           | 278162  |
| 13  | Eiler Grund              | 1,300      |                           |         |
| 14  | Ellerbach                | 27,400     |                           | 278286  |
| 15  | Ems                      | 16,970     |                           | 3       |
| 16  | Furlbach                 | 8,265      |                           | 3112    |
| 17  | Glasewasser              | 2,465      |                           |         |
| 18  | Gollentaler Grund        | 3,000      |                           |         |
| 19  | Gottebach                | 2,860      |                           |         |
| 20  | Grubebach                | 11,225     |                           | 3116    |
| 21  | Gunne                    | 12,820     |                           | 27836   |
| 22  | Haustenbach              | 13,550     |                           | 2784    |
| 23  | Heder                    | 11,580     |                           | 278372  |
| 24  | Karpke                   | 6,300      |                           | 278242  |
| 26  | Krollbach                | 9,045      |                           | 278414  |
| 27  | Krollbach im Erdgarten   | 1,645      |                           |         |
| 28  | Lippe                    | 10,200     |                           | 278     |
| 29  | Lohme                    | 2,200      |                           |         |
| 30  | namenlos                 | 1,400      |                           |         |
| 31  | Neuer Haustenbach        | 18,900     |                           |         |
| 32  | Odenheimer Bach          | 3,200      |                           | 2782844 |
| 33  | Pader                    | 4,200      |                           | 27818   |
| 34  | Pader-Alme-Überleitung   | 1,150      |                           |         |
| 35  | Piepenbach               | 2,000      |                           | 278282  |
| 36  | Sauer                    | 24,700     |                           | 278284  |
| 37  | Schmittwasser            | 4,150      |                           | 2782846 |
| 38  | Steinbeke                | 10,500     |                           | 27814   |
| 39  | Steinhaars Grund         | 1,400      |                           |         |
| 40  | Thune                    | 6,000      |                           | 27832   |
| 41  | Wiele                    | 1,800      |                           | 27824   |

### Verbandsgewässer im Kreis Soest
| Nr. | Name                       | Länge [km] | davon im Kreis Soest [km] | DGKZ   |
| --- | -------------------------- | ---------- | ------------------------- | ------ |
| 1   | Abelbach                   | 10,260     |                           |        |
| 2   | Brandenbäumer Bach         | 2,100      |                           |        |
| 3   | Delbrück-Cappeler-Graben   | 6,220      | 1,445                     |        |
| 4   | Erwitter Mühlenbach        | 2,800      |                           |        |
| 5   | Geseker Bach               | 7,540      |                           |        |
| 6   | Gieseler                   | 21,600     |                           |        |
| 7   | Glasebach                  | 5,100      |                           |        |
| 8   | Hoinkhauser Bach           | 3,010      |                           |        |
| 9   | Holser Flüth               | 0,715      |                           |        |
| 10  | Lake                       | 8,040      |                           |        |
| 11  | Löher Gotte                | 0,850      |                           |        |
| 12  | Manninghofer Bach          | 5,800      |                           |        |
| 13  | Merschgraben               | 6,280      |                           |        |
| 14  | Oestereider Gotte          | 0,600      |                           |        |
| 15  | Pöppelsche                 | 9,950      |                           | 278522 |
| 16  | Schledde                   | 7,100      |                           |        |
| 17  | Steinbach                  | 3,760      |                           |        |
| 18  | Störmeder Bach             | 5,720      |                           |        |
| 19  | Trotzbach                  | 8,520      |                           |        |
| 20  | Westernschledde            | 8,900      |                           |        |
| 21  | Wiemecke (siehe Trotzbach) | 5,700      |                           |        |